# Wegwielrennen op de Paralympische Zomerspelen 2020 - Tijdrit mannen B
De tijdrit mannen B bij het wegwielrennen tijdens de XVIe Paralympische Zomerspelen, vond plaats op de Fuji Speedway een racecircuit in de Japanse prefectuur Shizuoka.

## Uitslag
| #      | renners                                           | renners | tijd       | tijd      |
| ------ | ------------------------------------------------- | ------- | ---------- | --------- |
| Goud   | Alexandre Lloveras Corentin Ermenault piloot      | FRA     | 41:54.02   |           |
| Zilver | Vincent ter Schure Timo Fransen piloot            | NED     | 42:00.77   | +6.75     |
| Brons  | Christian Venge Balboa Noel Martín Infante piloot | ESP     | 42:52.12   | +58.10    |
| 4      | Adolfo Bellido Guerrero Eloy Teruel piloot        | ESP     | 43:12.76   | +1:18.74  |
| 5      | Maximiliano Gomez Sebastián José Tolosa piloot    | ARG     | 46:59.35   | +5:05.33  |
| 6      | Tristan Bangma Patrick Bos piloot                 | NED     | 47:20.91   | +5:26.89  |
| 7      | Milan Petrovic Goran Šmelcerović piloot           | SRB     | 49:45.02   | +7:51.00  |
| 8      | Robert Ocelka Gergely Nagy piloot                 | HUN     | 1:00:54.97 | +19:00.95 |
| 9      | Raphael Beaugillet François Pervis piloot         | FRA     | 1:01:23.32 | +19:29.30 |
|        | Stephen Bate Adam Duggleby piloot                 | GBR     | DNF        | DNF       |
|        | Wee Leong Tee Kee Meng Ang piloot                 | SGP     | DNF        | DNF       |